# Ноябрь 2024 года

Список событий ноября 2024 года.

## События
- 1 ноября
  - В США у жителя штата забрали спасённую им и прирученную белку по кличке Пинат, которая жила с ним семь лет и стала звездой интернета. Несмотря на десятки тысяч собранных в интернете подписей под требованием вернуть питомца, стало известно, что Департамент охраны окружающей среды Нью-Йорка усыпил белку[1][2].
  - В России легализовали майнинг криптовалют[3].
  - В результате обрушения навеса железнодорожной станции в Сербии погибли 14 человек[4]. ЧП привело к массовым протестам в Сербии.
  - Химики синтезировали «невозможные» молекулы из класса олефинов, нарушающие Правило Бредта[5].
- 2 ноября
  - Кеми Баденок стала новым главой Консервативной партии Великобритании, сменив Риши Сунака[6].
- 3 ноября
  - В Финляндии закрылся Музей Ленина, бывший первым музеем Ленина, созданным за пределами Советского Союза, а также последним постоянно действовавшим музеем Ленина за пределами России[7].
  - Майя Санду переизбрана президентом Республики Молдова на второй срок[8].
  - Удар молнии убил футболиста во время матча в Перу, ещё семь человек пострадали[9].
- 4 ноября
  - Спустя 17 лет поисков установлено авторство песни, до недавнего времени известной как Самая загадочная песня в Интернете[10].
- 5 ноября
  - В США проходят президентские выборы[11]. Одновременно с ними в США также идут выборы в Сенат, Палату представителей и проходит референдум[англ.] о статусе Пуэрто-Рико.
  - Закончилась забастовка[англ.] рабочих на заводах Boeing. Она продолжалась с 13 сентября 2024 года, в ней принимали участие 33 тысячи человек. Рабочие согласились на повышение зарплат на 38 % в течение 4 лет[12].
- 6 ноября
  - Дональд Трамп одержал победу на президентских выборах в США[13].
  - Физики подтвердили существование квантовых вихрей в сверхтекучем твёрдом теле[14][15].
- 8 ноября
  - В Амстердаме (Нидерланды) прошло нападение сторонников Палестины на футбольных болельщиков из Израиля, в результате чего как минимум десять человек получили ранения[16].
  - Второй кабинет Дональда Трампа: Трамп анонсировал назначение Сьюзи Уайлз на должность главы аппарата Белого дома, она станет первой женщиной на этом посту[17].
  - Министерство юстиции США предъявило уголовные обвинения мужчине, который признался, что правительственный чиновник из Корпуса стражей исламской революции поручил ему организацию плана заказного убийства избранного президента США Дональда Трампа[18].
  - Бывший премьер-министр Фиджи Фрэнк Мбаинимарама освобождён из тюрьмы, проведя в заключении 6 месяцев за воспрепятствование отправлению правосудия, отпущен по УДО до отбытия полного срока (изначально он был приговорён к 1 году лишения свободы)[19].
- 9 ноября
  - В результате теракта[англ.] на железнодорожной станции Кветты (Пакистан) погибло не менее 26 человек, ранено 62. Ответственность взяла на себя Армия освобождения Белуджистана[20].
- 10 ноября
  - Курс биткоина превысил отметку в $80 000, установив новый исторический максимум, стоимость криптовалюты продолжает расти с тех пор, как стал известен исход президентских выборов в США[21].
- 11 ноября
  - Второй кабинет Дональда Трампа: Трамп номинировал Элиз Стефаник на должность постоянного представителя США при ООН[22].
  - В Баку (Азербайджан) началась 29-я Конференция ООН по изменению климата[23].
  - В Новой Зеландии представители народа маори начали девятидневный пеший марш от мыса Реинга до столицы в знак протеста против предложенного законопроекта о переопределении принципов Договора Вайтанги[24][25].
  - В результате наезда внедорожника на толпу людей возле спортивного центра в Чжухае (КНР) погибло 35 человек, ещё 43 получили серьёзные травмы[26].
- 12 ноября
  - Архиепископ Кентерберийский Джастин Уэлби ушел в отставку на фоне скандала, вызванного тем, что Церковь Англии покрывала сексуальное насилие в отношении детей[27].
  - Госдеп США подтвердил участие войск КНДР в российско-украинской войне на стороне России в ходе боёв в Курской области[28][29].
  - Второй кабинет Дональда Трампа: Трамп номинировал Кристи Ноэм на должность министра внутренней безопасности[30], а также Ли Зелдина на должность администратора Агентства по охране окружающей среды[31].
  - Букеровская премия присуждена Саманте Харви за роман «Орбита»[32].
- 13 ноября
  - В Сомалиленде прошли президентские выборы[33].
  - Второй кабинет Дональда Трампа: Трамп номинировал Марко Рубио на должность Государственного секретаря[34], Мэтта Гетца на должность Генерального прокурора[35], Пита Хегсета на должность министра обороны[36], Тулси Габбард на должность директора Национальной разведки[37], Джона Ли Рэтклиффа на должность директора ЦРУ[38], кроме того Илон Маск и Вивек Рамасвами возглавят новый Департамент эффективности правительства[39][40].
- 14 ноября
  - Второй кабинет Дональда Трампа: Трамп номинировал Роберта Кеннеди-младшего на должность министра здравоохранения и социальных служб[41], Дуга Бёргама на должность министра внутренних дел[42] и Дуга Коллинза на должность министра по делам ветеранов[43].
  - Согласно исследованию, опубликованному в медицинском журнале The Lancet, за последние 30 лет число взрослых людей, больных диабетом, возросло с 200 миллионов до примерно 800 миллионов человек[44].
  - Анонсировано закрытие самых высоких в мире американских горок Kingda Ka. Их снесут, чтобы освободить место для нового аттракциона[45].
  - Государственное обвинение Франции потребовало запретить Марин Ле Пен избираться на любые политические должности и приговорить её к пяти годам тюрьмы по обвинению в нецелевом расходовании средств Европейского парламента[46].
  - В Перу открыт крупный порт Чанкай, расположенный в 80 км от Лимы. Порт был построен на инвестиции из КНР в размере 1,3 млрд долларов[47].
  - Спорт
    - 27-летний нападающий клуба «Эдмонтон Ойлерз» Коннор Макдэвид стал 99-м хоккеистом в истории НХЛ, набравшим 1000 очков в регулярных сезонах. Макдэвид затратил на это 659 матчей, быстрее до 1000 очков добирались лишь трое в истории НХЛ — Уэйн Гретцки (424), Марио Лемьё (513) и Майк Босси (653)[48].
    - Вратарь клуба «Тампа-Бэй Лайтнинг» Андрей Василевский стал 40-м вратарём НХЛ, одержавшим 300 побед в регулярных сезонах. Он достиг этой отметки быстрее всех в истории — за 490 матчей[49].
- 15 ноября
  - Протестующие в Абхазии заняли правительственные здания и потребовали отставки президента Аслана Бжании на фоне подписания соглашения, предусматривающего ряд льгот для крупных российских инвесторов[50].
  - На стадионе AT&T в Техасе (США) прошёл боксёрский поединок Джейка Пола и Майка Тайсона[51]. Победу по единогласному решению судей одержал Джейк Пол[52].
  - Дональд Трамп анонсировал назначение Кэролайн Ливитт на должность пресс-секретаря Белого дома, она станет самым молодым пресс-секретарём Белого дома в истории США[53].
  - Состоялся первый за два года телефонный разговор президента РФ Владимира Путина и канцлера Германии Олафа Шольца[54].
- 16 ноября
  - Победительницей конкурса красоты Мисс Вселенная 2024 стала представительница Дании — Виктория Кьер Тейлвиг[55].
  - Война в Ливане: В ходе израильского авиаудара по Бейруту убит пресс-секретарь «Хезболлы»[56].
  - Студент с ножом напал на учащихся колледжа в провинции Цзянсу на востоке Китая, убив восемь сокурсников и ранив ещё 17 человек[57].
- 17 ноября
  - Согласно сообщению издания The New York Times, президент США Джо Байден дал разрешение Украине наносить удары дальнобойными ракетами по территории России в ответ на вовлечение военных из КНДР в бои в Курской области[58][59].
  - После утверждения итогового протокола прошедших парламентских выборов в Тбилиси грузинская оппозиция перекрыла дорогу у здания Тбилисского государственного университета и установила палатки. На проспекте Руставели параллельно проходит акция «Верните голос»[60].
  - Спорт
    - 26-летний испанский мотогонщик Хорхе Мартин стал чемпионом мира в классе MotoGP[61].
- 18 ноября
  - В Рио-де-Жанейро (Бразилия) проходит саммит G20[62].
- 19 ноября
  - Состоялся шестой испытательный полёт многоразовой сверхтяжёлой ракеты-носителя SpaceX Starship[63][64].
  - Президент Республики Абхазия Аслан Бжания и премьер-министр страны Александр Анкваб ушли в отставку из-за массовых протестов[65].
  - Госдеп США подтвердил разрешение Байдена наносить удары дальнобойными ракетами по территории России[66][67].
  - Суд в Гонконге вынес приговоры лидерам протестов 2019—2020 годов по делу «Гонконг 47»: 45 активистов приговорили к тюремному заключению на сроки от 4 до 10 лет, двоих оправдали[68].
  - 22-кратный победитель турниров Большого шлема по теннису Рафаэль Надаль завершил спортивную карьеру[69].
- 20 ноября
  - В Сингапуре на острове Сентоса начался матч за звание чемпиона мира по шахматам между действующим чемпионом мира Дином Лижэнем и победителем турнира претендентов Доммараджу Гукешем (первый игровой день 25 ноября)[70].
  - На аукционе Сотбис за $6,2 млн была продана инсталляция итальянского художника Маурицио Каттелана «Комедиант», представляющая собой приклеенный скотчем к стене банан; покупателем стал китайский криптопредприниматель Джастин Сан[71][72].
- 21 ноября
  - Россия нанесла удар по Днепру ракетой, которая, по словам президента Путина, является новой моделью баллистической ракеты средней дальности «Орешник»[73].
  - Международный уголовный суд выдал ордера на арест премьер-министра Израиля Биньямина Нетаньяху, бывшего министра обороны страны Йоава Галанта и главнокомандующего военным крылом ХАМАС Мухаммада Дейфа по подозрению в военных преступлениях, связанных с войной в Газе[74].
  - Бывшему президенту Бразилии Жаиру Болсонару предъявлены обвинения в соучастии в попытке госпереворота в 2022 году и причастности к планам убить нынешнего президента Бразилии Луиса да Силву[75].
  - В Курраме произошло нападение[англ.] на автоколонну с шиитами, проезжавшую через селения с преимущественно суннитским населением по дороге Парачинар-Пешавар, в результате чего погибли как минимум 50 человек[76]. Это нападение стало одним из самых смертоносных актов религиозного насилия на северо-западе Пакистана за последние годы[77].
  - В Лаосском городе Вангвьенг шесть туристов умерли от отравления метанолом в результате употребления алкоголя в местном баре, ещё по меньшей мере 12 человек госпитализированы[78].
- 23 ноября
  - Спорт
    - Сидни Кросби из «Питтсбург Пингвинз» стал 21-м хоккеистом в истории, забросившим 600 шайб в регулярных сезонах НХЛ[79].
- 24 ноября
  - Спорт
    - 27-летний пилот Макс Ферстаппен из команды «Ред Булл» 4-й раз подряд стал чемпионом мира по автогонкам в классе «Формула-1». Чаще чемпионами мира были только трое — Михаэль Шумахер (7), Льюис Хэмилтон (7) и Хуан Мануэль Фанхио (5)[80].
    - 36-летний пилот Тьерри Нёвилль из команды Hyundai World Rally Team впервые в карьере стал чемпионом мира по ралли. Ранее Нёвилль пять раз был вице-чемпионом мира[81].
- 25 ноября
  - Минюст США прекратил все федеральные дела против избранного президента Дональда Трампа[82][83].
  - Boeing 737-476SF авиакомпании Swiftair, выполнявший плановый грузовой рейс, потерпел крушение при заходе на посадку в аэропорту Вильнюса (Литва), а затем врезался в двухэтажный дом неподалёку от взлетно-посадочной полосы. Один член экипажа погиб, трое получили ранения[84].
  - Спорт
    - Впервые за 14 лет матч за звание чемпиона мира по шахматам начался с результативной партии, Дин Лижэнь одержал победу над Гукешем во французской защите чёрными за 42 хода[85].
- 26 ноября
  - Война в Ливане: Израиль и «Хезболла» заключили соглашение о 60-дневном прекращении огня[86][87][88]. Соглашение вступило в силу 27 ноября[89].
  - Вышли мемуары бывшего канцлера Германии Ангелы Меркель[90].
- 27 ноября
  - Сирийские оппозиционные группировки во главе с «Хайят Тахрир аш-Шам» начали наступление на проправительственные силы Сирийской арабской армии. Боевые действия происходят возле и в стратегически значимом городе Алеппо[91][92].
  - В Намибии прошли президентские выборы[англ.][93], победила Нетумбо Нанди-Ндайтва[94].

- 29 ноября
  - В Париже после пятилетней реставрации впервые открыл свои двери собор Нотр-Дам. В его восстановлении после пожара 2019 года принимали участие более 1300 строителей и ремесленников со всего мира. Они стали его первыми почётными гостями. Церемония торжественного открытия собора для остальных посетителей состоится 7 декабря[95].
  - В Ирландии прошли парламентские выборы[англ.], крупнейшие партии получили равное число голосов[96].
  - Решена задача о перемещении дивана[97].

- 30 ноября
  - В Китае состоялся первый запуск с коммерческого космодрома, ставший одновременно первым полётом ракеты-носителя «Чанчжэн-12»[98][99].